# صموئيل بيشوف
صموئيل بيشوف (بالإنجليزية: Samuel Bischoff)‏ هو منتج أفلام ومخرج أمريكي، ولد في 11 أغسطس 1890 في هارتفورد في الولايات المتحدة، وتوفي في 21 مايو 1975 في هوليوود في الولايات المتحدة.

## وصلات خارجية
- صموئيل بيشوف على موقع IMDb (الإنجليزية)
- صموئيل بيشوف على موقع قاعدة بيانات الفيلم (الإنجليزية)